# Леонардески

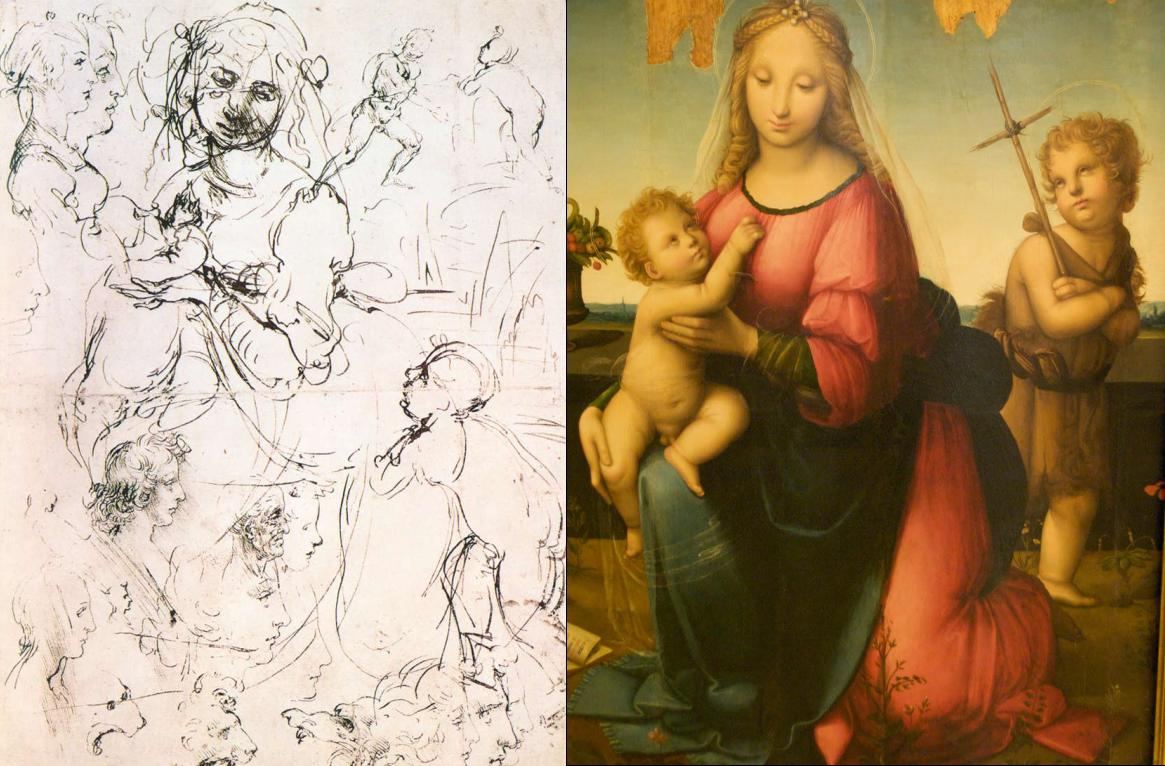
Худ. Андреа дель Брешианіно (леонардески). «Мадонна з немовлям і Іваном Хрестителем дитиною» при використанні композиції Леонардо да Вінчі.

Леонардески (англ. Leonardeschi) — мистецтвознавчий термін для позначення слабо самостійних учнів художника Леонардо да Вінчі, художня індивідуальність котрих була надзвичайно нівельована і пригнічена манерою голови майстерні. Леонардески — це також майстри, що користувались композиційними знахідками Леонардо да Вінчі, але не працювали разом із ним і могли бути далекими від Італії. При цьому активно використовували або малюнки майстра, або композиції його картин, що ставали штампами в художній практиці західноєвропейських митців.

## Історія
Ще 1477 року Леонардо да Вінчі покинув майстерню Андреа дель Верроккйо і формально став самостійним майстром. Незважаючи на непогану обдарованість, його перспективи не були ні широкими, ні сприятливими.
- Як позашлюбна дитина, він не мав прав на навчання у університеті. Все життя Леонардо був вимушений займатися самоосвітою і ніколи не знав латини, мови осчених осіб того часу.
- Леонардо не опанував техніки фрески, що було суттєвим недоліком його художньої освіти. Статус італійського художника передбачав знання технології фрески, адже переважна більшість італійських художників його доби перш за все фрескісти.
- Леонардо мав непродуктивний художній темперамент і нешвидкий характер. Звідси надзвичайно довгі терміни праці над кожним замовленим твором (праця роками то над портретом Мони Лізи, то над «Таємною вечерею», то над конем для монумента Сфорца). Навіть наявність численних учнів не прискорювала виконання ним замовлених творів, а кількість завершених творів як у художника залишилась мізерною.

1482 року він прибув до двору міланського герцога Лодовіко Моро, що став для нього першим впливовим меценатом. Небагатий художник тривалий час не користувався при дворі амбітного покровителя авторитетом і мав статус слуги. Про це свідчать його мала зарплатня і місце за столом серед блазнів і карликів. Вже тоді він узяв учнів, серед котрих були Амброджо де Предіс та його чотири брати. Леонардо да Вінчі надзвичайно не пощастило з учнями, серед котрих опинились або малообдаровані і непродуктивні особи (Франческо Мельці), або розбишаки (улюблинець Салаї був убитий під час чергової бійки).
На етапі задуму і створення довершеного малюнка Леонардо опинився на висоті майстерності. В середовищі малообдарованих учнів його ескізи сприймались як довершені зразки. Тому саме малюнки і начерки Леонардо породили згодом художню продукцію учнів, де з картини у картину переходили штамповані образи і усміхнені жіночі або жоноподібні персонажі (Марії Магдалини, Святі Катерини, Івани Хрестителі, мадонни з немовлям у трохи змінених позах, використання сфумато). Штампованим став і образ привабливого леонардівського янгола. Народився феномен леонардесок — малообдарованих учнів і послідовників голови майстерні при їх відмові від оригінальних композицій і власних пошуків. Зовнішня привабливість цих персонажів при детальній проробленості і реалістичності деталей отримала популярність у певному колі послідовників Леонардо.
Відоме широке використання малюнків Леонардо з начерками художника як у середовищі міланських, так і іноземних митців, що тяжіли до використання художнього досвіду італійських майстрів.
Надзвичайно пізнім леонардеском став італійський художник і чудовий графік зламу XVIII–XIX століть Джузеппе Боссі (Giuseppe Bossi, 1777–1815). Він рано підпав під вплив графічних творів декількох італійських художників доби відродження, збирав їх малюнки і копіював їх, намагаючись у такий спосіб досягти досконалості власних малюнків. Мав фахову художню освіту, отриману в художній академії Брера. Але в Мілані мало рахувалися з місцевими  художниками окрім Леонардо да Вінчі, авторитет котрого паморочив гарячі голови місцевих знавців. Тому навіть Джузеппе Боссі отримав замову створити чергову копію міланської фрески Леонардо «Таємна вечеря» і зробив таку. Він теж навернувся до вивчення творчого спадку Леонардо, що прийняло майже хворобливу форму. Так, Джузеппе Боссі копіював почерк Леонардо та його малюнки, навчившись імітувати можливі рухи руки померлого художника, хоча сам не був лівшею, як Леонардо. Запаморочення малюнками Леонардо було настільки великим, що Боссі створив декілька імітаційних малюнків, котрі приятелі Боссі сприймали як нові малюнки самого Леонардо. 1845 року несподівано і нізвідки виник малюнок-автопортрет Леонардо, котрий швидко придбали для Королівської туринської бібліотеки за 40 000 франків.   Але історикам невідомі автопортрети Леонардо і невідомо, чи робив він їх взагалі. Хоча є графічний портрет Леонардо у книзі Джорджо Вазарі  «Життєписи». Але сам Вазарі ніколи не бачив живого Леонардо, а портрет створив якийсь графік, спираючись на словесні описи про бороду того. Портрет в книзі Вазарі сприйняли як документ і почалося неконтрольоване  створення бородатих Леонардо різними художниками. Одним з них і став  Джузеппе Боссі. Ретельні дослідження туринського автопортрета довели, що від створений на папері, виробленому у вісімнадцятому ст., тобто вийшло, що Леонардо постав з могили у Франції, створив автопортрет для Боссі і повернувся спочивати надалі. Треба надзвичайно хотіти мати такий автопортрет, щоби ігнорувати докази ретельних досліджень науковців. Провину з Боссі за містифікацію таки зняли, бо він не торгував малюнком, за нього це зробили його нащадки та кинули тінь підозр на невинного Боссі, Він лише подарував світові мистецтв чергову містифікацію, і вона не остання.  Історія досліджень так званого автопортрета викладена в книзі   Hans Ost, Das Leonardo-Portrat in der Kgl. Bibliothek Turin und andere Falschungen des Giuseppe Bossi, Gebr. Mann Studio-Reihe, 1980.   

## Леонардески-неіталійці
Невелика кількість іспанських художників у перші роки XVI ст. відвідали Флоренцію і папський Рим. Це сприяло знайомству із художньою практикою італійських митців і авторитетним на тойчас творчим спадком Леонардо. Його малюнки пристрасно вивчали і іспанські майстри, що почали використовувати чужі творчі знахідки у власних творах. Серед них були і Ернандо де лос Льянос та Фернандо Янес де ла Альмедіна. Відомо, що Леонардо залучив їх до помочі при створенні велетенського стінопису «Баталія при Ангіарі», котру Леонардо намагався створити у техніці енкавстики (не фрески, технологію котрої не знав), але у черговий раз потрапив у халепу і покинув працю.
Іспанські художники використовували знахідки Леонардо у власних творах і по поверненню у Іспанію.

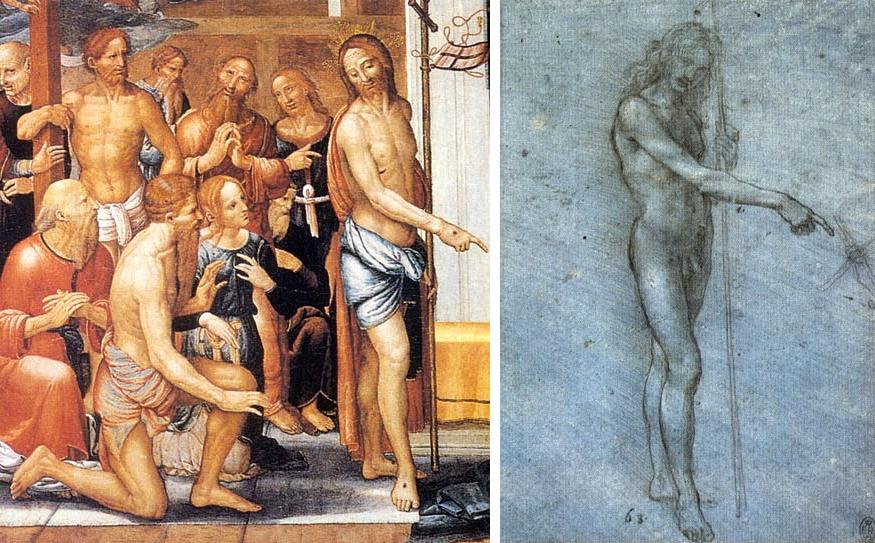
Іспанський художник Фернандо Янес де ла Альмедіна. Використання малюнка Леонардо для фігури Христа у власній картині
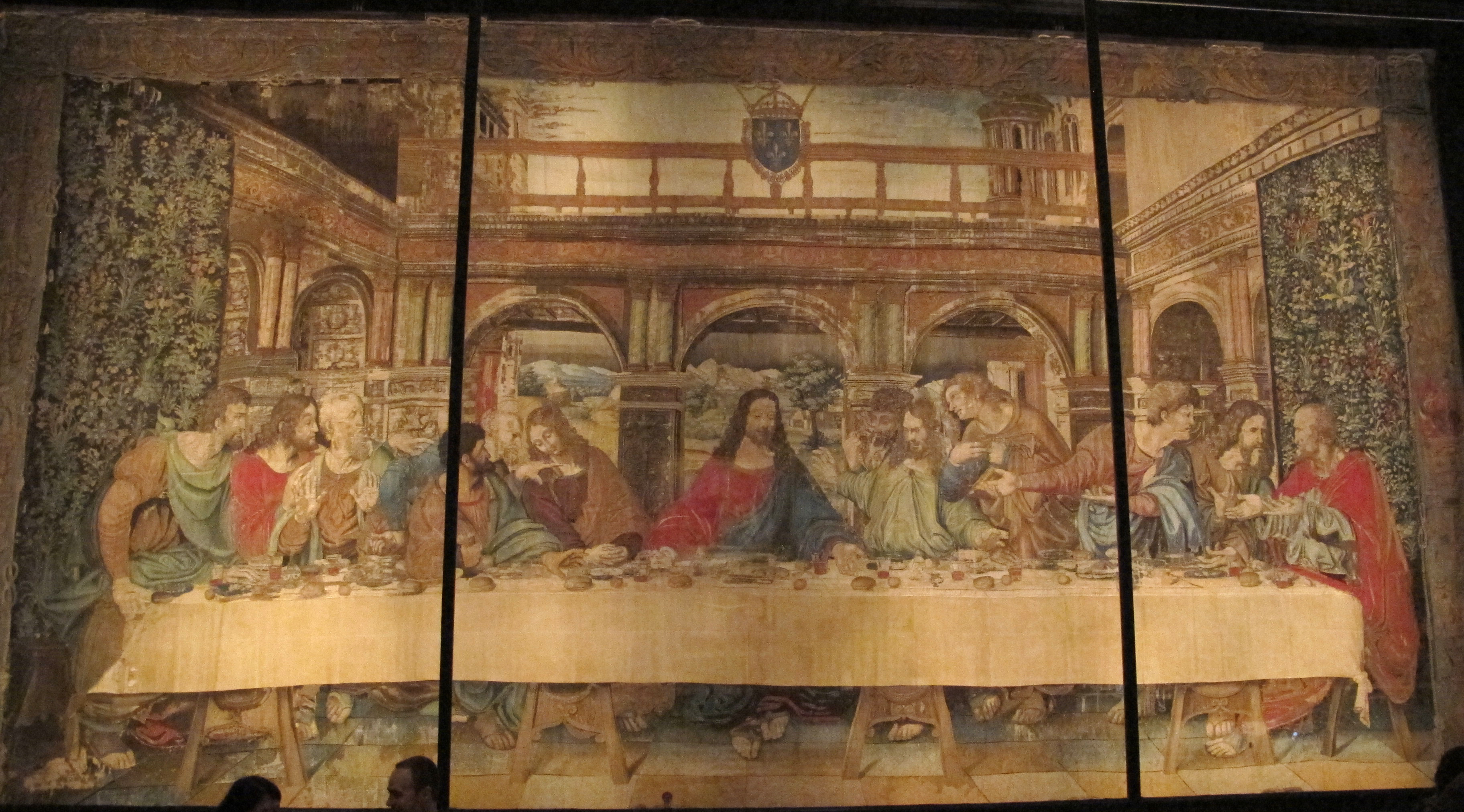
Килим «Таємна вечеря» з використнням композиції Леонардо з відомої фрески монастиря у Мілані та суттєвими змінами на тлі, Ватиканська пінакотека, Рим

## Письменник Павло Муратов про леонардесків
Леонардо да Винчи був «…готовий навіть співпрацювати з власними учнями, правити своїм геніальним пензлем їх твори, аби дати їм майстерності вище і вишуканіше, ніж могли вони самі, ці люди люди його школи, Больтраффіо, де Предіс, д'Оджоне, да Сесто і т. ін., — порода талантів малих або посередніх. Він дарує ім трафарети власних композицій, начерки власних імпровізацій: таким було походження цілої низки „леонардесків“, сумнівних полотен, котрим колись наївная традиція (знавців) давала ім'я самого майстра, а викривлений критицизм XIX століття (навпаки) відмовляв їм у всякому контакті з Леонардо».

## Леонардески. Обрані твори

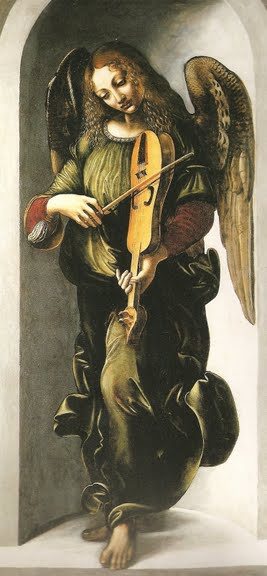
Амброджо де Предіс. «Янгол в зеленому»

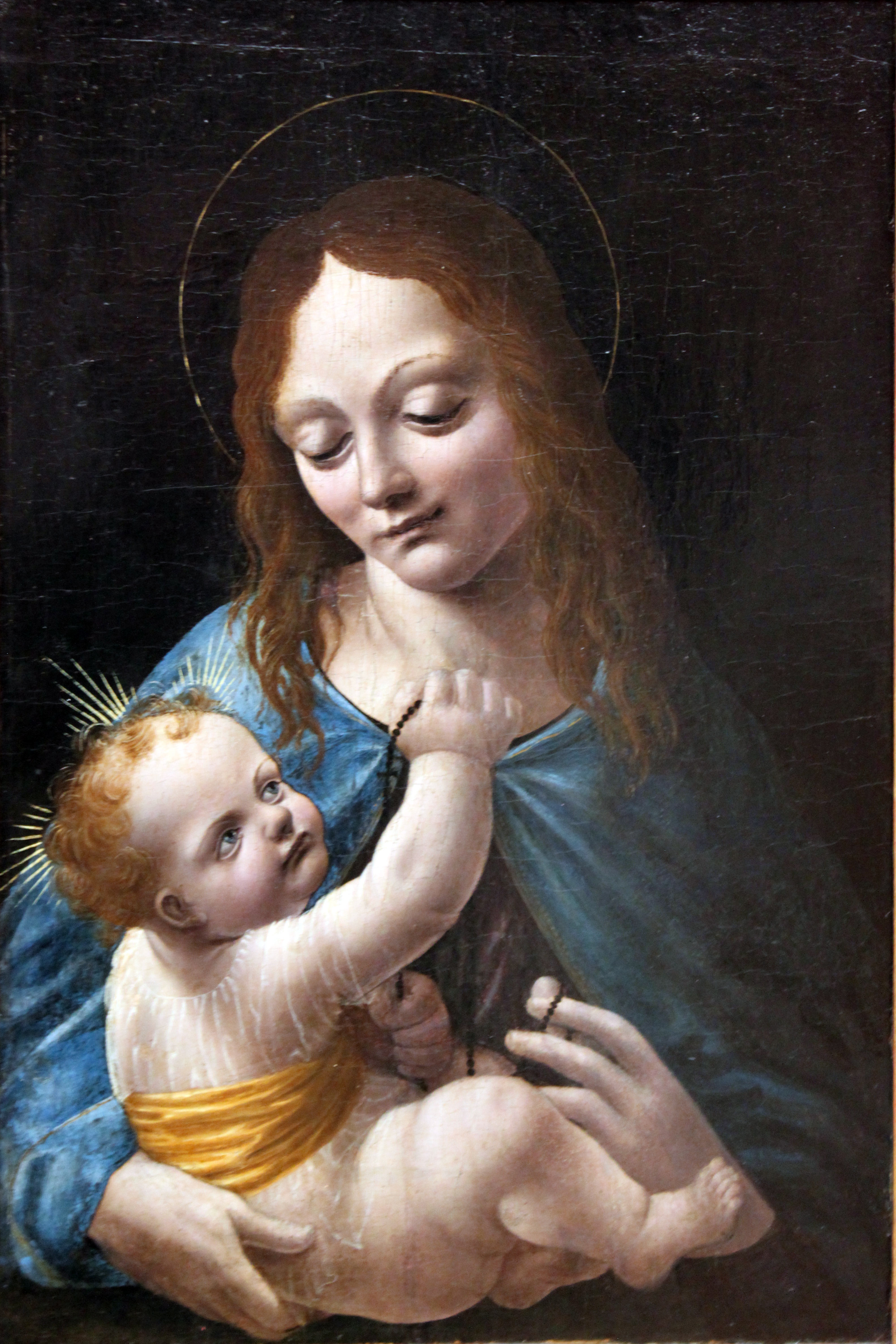
Майстер вівтаря Сфорцеска. «Мадонна з немовлям»
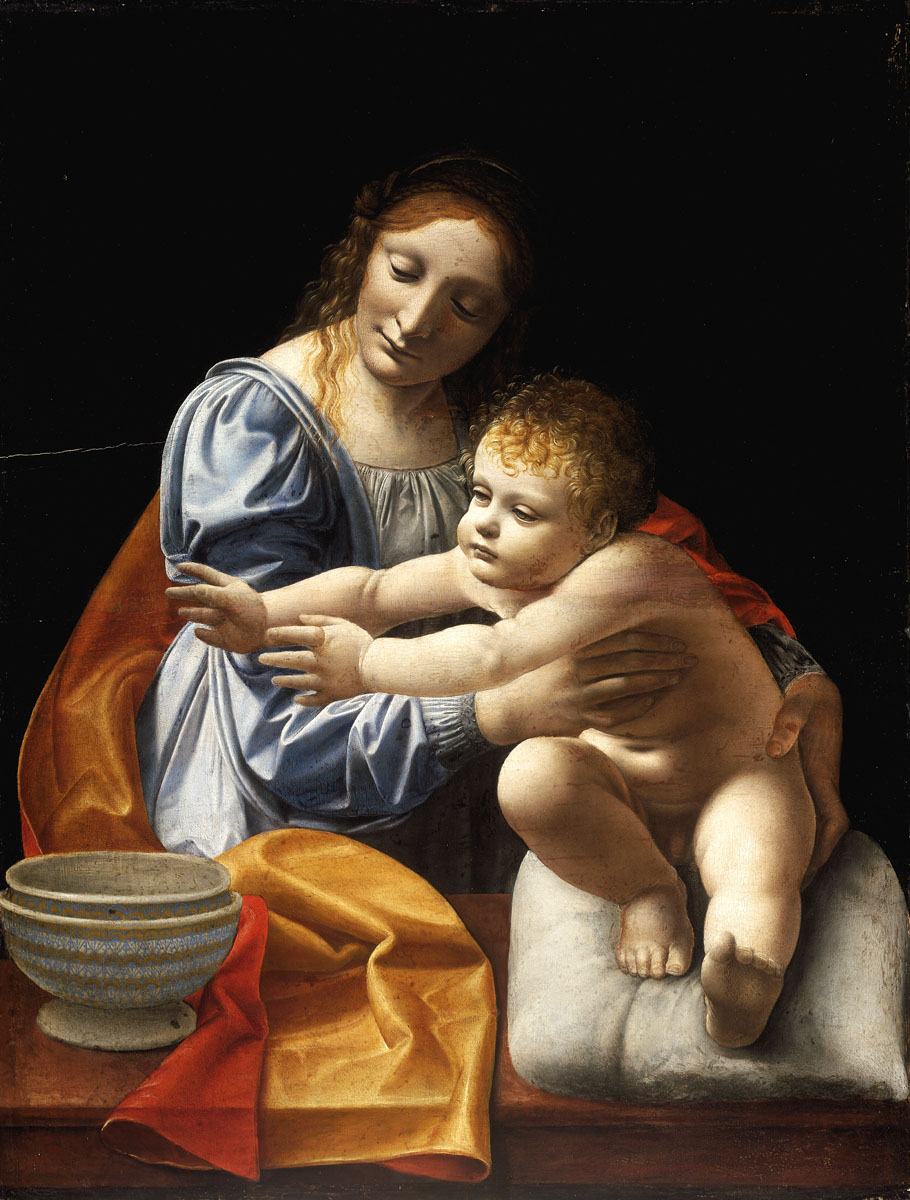
Больтраффіо. «Мадонна з немовлям» (не закінчена), Музей образотворчих мистецтв (Будапешт)
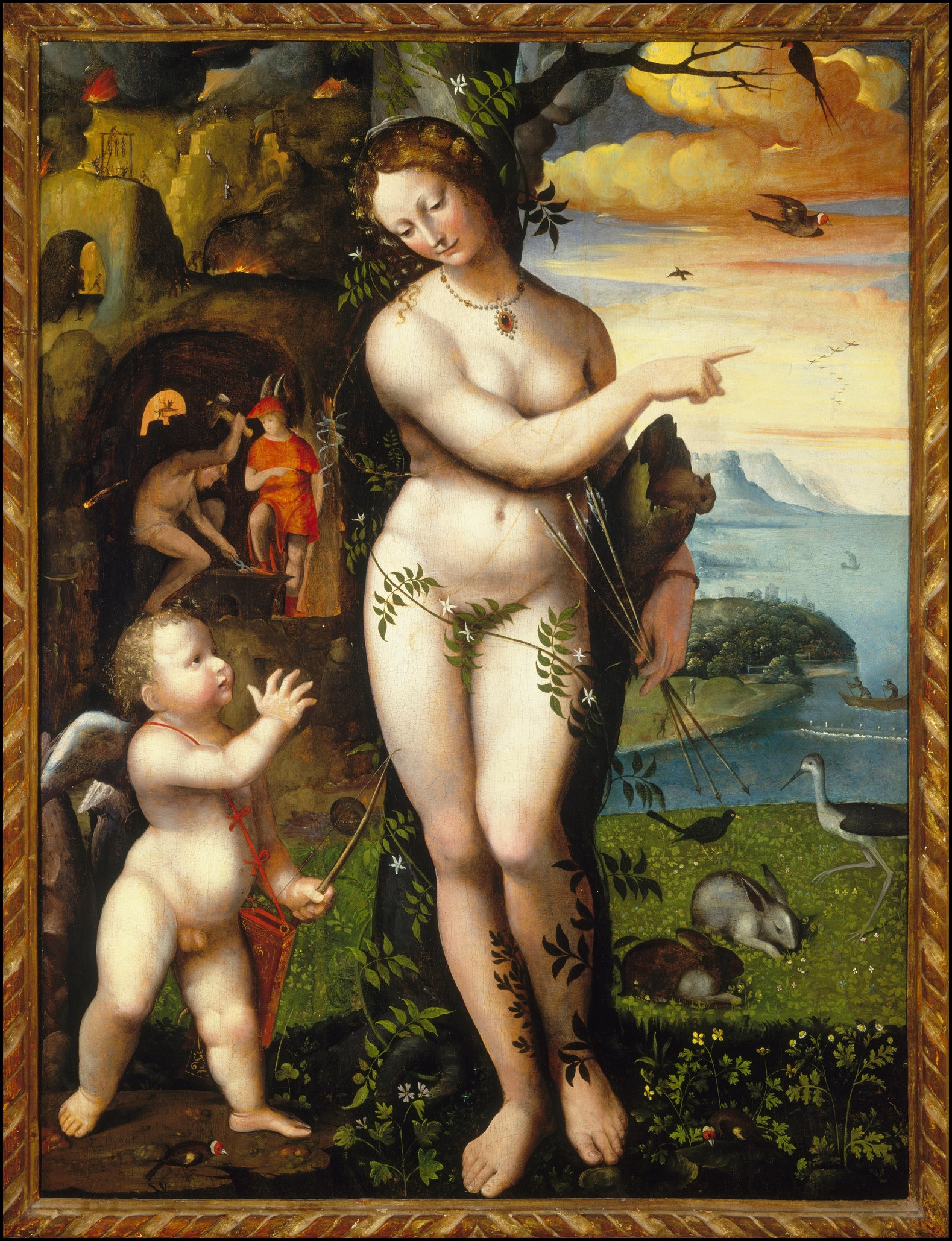
Доменіко Беккафумі. «Венера і Амур»
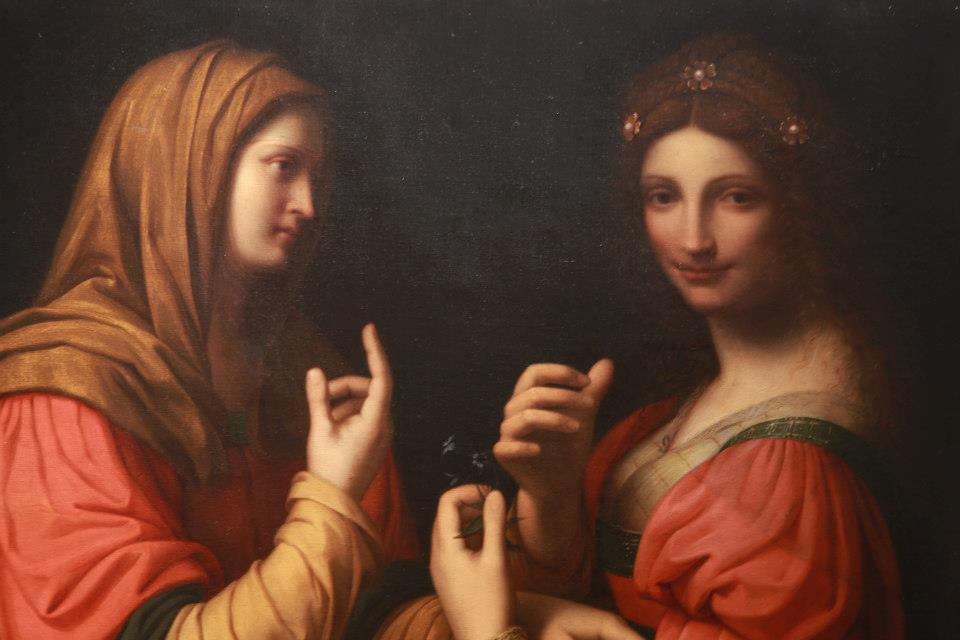
Алегорія, «Скромність і марнославство» за малюнками Леонардо да Вінчі,  середина XVI ст. Чилі, Національний музей красних мистецтв
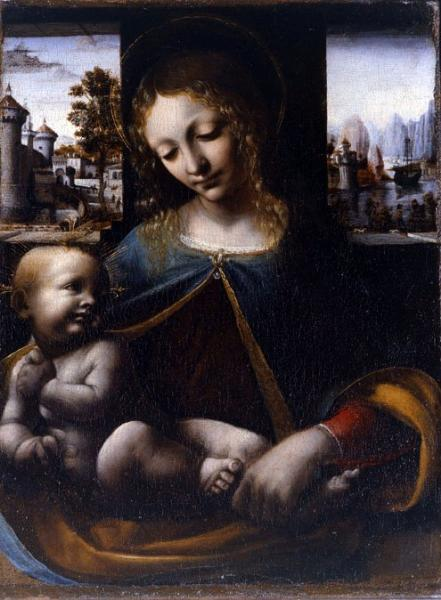
Франческо Наполетано. «Мадонна Лія», бл. 1495 р., Пінакотека замку Сфорца, Мілан
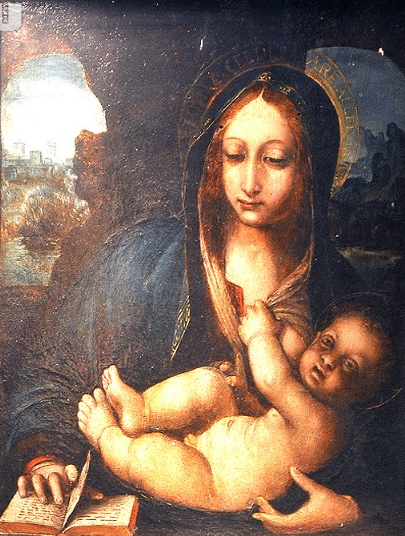
Невідомий XVI ст. «Мадонна з немовлям і біблією»

## Леонардески. Неповний список
- Бернардіно Луїні
- Франческо Мельці
- Салаї (Джан Джакомо Капротті)
- Джованні Антоніо Больтраффіо
- Джампетріно
- Андреа Соларіо
- Амброджо де Предіс
- Франческо Наполетано
- Марко д'Оджоно
- Чезаре да Сесто
- Джованні Агостіно да Лоді
- Джузеппе Боссі

## Повторення в історії
Феномен леонардесків не був одиничним явищем у мистецтві. Не менший феномен у західноєвропейському мистецтві породили малообдаровані послідовники Джузеппе Арчімбольдо, так звані арчімбольдески. В добу маньєризму і бароко вважали привабливими дивацтва і штукарство, незвичності образів. На жаль, ні леонардески, ні арчімбольдески практично не змогли піднятися до високого художнього рівня Леонардо чи Джузеппе Арчімбольдо.